# Fränsta
62°30′5.5440″N 16°9′56.502″Ø / 62.501540000°N 16.16569500°Ø
Fränsta er en by i Ånge kommun i landskapet Medelpad i Västernorrlands län i Sverige. Byen ligger ved Torpsjön i dalen til elven Ljungan. Både E14 og jernbanen mellem Sundsvall og Östersund går gennem byen. I 2010 havde byen 1.256 indbyggere. 
I nærheden af byen ligger Sveriges geografiske midtpunkt, Flataklocken. En seværdighed i Fränsta er Vikbron, der en af Sveriges længste træbroer. På den sydlige side af broen kommer man ud på Viknäset med et gravfelt fra jernalderen.